# Mathias Storch
Michael Mathias Johannes Storch (21. april 1883 i Manermiut - 21. november 1957) var en grønlandsk præst og forfatter. Sammen med Knud Rasmussen er han en af de mest kendte personer fra Ilulissat Kommune. For sit virke fik han både Ridderkorset 1921 og Dannebrogsmændenes Hæderstegn 1947. Han var den første som fik udgivet en bog på grønlandsk i 1914.

## Familie
Hans fader var fangstmanden David Storch, og hans moder var Ane Sofie Storch. Han var gift to gange, først med Ane Jensine Emilie Berthelsen (som døde i 1913), dernæst med Emilie Justine Margrethe Johanne Frederiksen i 1915.

## Uddannelse
Storch blev uddannet kateket ved Godthåb Seminarium i 1906 og blev ordineret i 1910. Til trods for, at han kun havde gået på bygdeskolen, før han tog sin uddannelse, gik han ud fra seminariet som en af de bedste elever med karakteren UG. Han blev derfor valgt til at få en videreuddannelse i Danmark.

## Virke
I 1909 blev Storch udnævnt til overkateket i Ilulissat, og i 1911 førstepræst. Som den første grønlænder fik han i 1928 titel af viceprovst. Seks år senere blev han provst for Nordgrønland. For sit virke fik han både Ridderkorset 1921 og Dannebrogsmændenes Hæderstegn 1947.
Han var en dominerende skikkelse i Grønlands kirke- og uddannelsesinstitutioner. Han styrede kirke- og skolevæsenet i hele Nordgrønland og besørgede både udstationeringen af lærere og præster og uddannelsen af disse. Han stod også bag den landsomfattende vækkelsesbevægelse peqatigiinniat.
Storch var aktivt med i samfundsdebatten og arbejdede for grønlændernes rettigheder og ligeværd med danskerne. I 1921 blev han medlem af Grønlandskommissionen, og fra 1927 til 1933 sad han også i Nordgrønlands Landsråd.
Som forfatter debuterede han i 1914 med romanen Sinnattugaq (SingnagtugaK), som året efter blev udgivet på dansk med titlen En Grønlænders Drøm oversat til dansk af vennen Knud Rasmussen. Dette var den første roman, som blev udgivet på grønlandsk. https://knr.gl/kl/node/89594
https://knr.gl/kl/node/89600

## Trivia
- Skolen Atuarfik Mathias Storch, som er Diskobugtens største skole, er opkaldt efter ham